# قانون مراقبة الغذاء والوقود
صدر قانون مراقبة الغذاء والوقود في 10 أغسطس 1917.  قانون الركيزة، أو قانون الركيزة الغذائية كما لقبه البعض كان قانونًا امريكيًا صدر في فترة الحرب العالمية الأولى على يد منظمة الإدارة الغذائية التابعة للأمم المتحدة، ومنظمة إدارة الوقود الفيدرالية.                                            

قانون مراقبة الغذاء و الوقود عناوين قصيرة للقانون: قانون الركيزة الغذائية العنوان الطويل للقانون: قانون لتوفير مزيد من الأمن القومي والدفاع عن طريق تشجيع الإنتاج ، والحفاظ على العرض ، والسيطرة على توزيع المنتجات الغذائية والوقود. الألقاب : قانون الركيزة َسَّنهُ الكونجرس الأمريكي الخامس و الستون اعتبارًا من 10 أغسطس 1917

## تاريخ التشريع
لقد أثار هذا القانون الكثير من الجدل، وتكفل برعايته أحد أعضاء مجلس النواب الأمريكي المدعو اسبوري نيفير وكان ديموقراطيا من جنوب ولاية كارولينا. قام الرئيس ويلسون باعتباره إجراءً طارئًا تلك الفترة من حالة الحرب. واجه هذا الإجراء الكثير من الاعتراضات، فالبعض عارض السلطة التي تكمن في يد مسئول الإدارة الغذائية، وآخرون عارضوا الطريقة التي أيدت الرئيس لتقنين أو منع استخدام المنتجات الزراعية لإنتاج المشروبات الكحولية، مما شَكَّل نوعا من الحظر الوطني. اقترح أعضاء مجلس الشيوخ بعض البدائل بما في ذلك، حظر إنتاج الويسكي طوال مدة الحرب.
اعترض السناتور الجمهوري هنري كابوت لودج على اللغة التي سمحت للرئيس "باستخدام أي وكالة، لقبول خدمات أي شخص دون تعويض، والتعاون مع أي شخص فيما يتعلق بعمليات وأساليب التصنيع، الإنتاج، المشتريات، التخزين، التوزيع، البيع، التسويق، التعهد، التمويل، واستهلاك الضروريات التي يُتوقع أن تتأثر بمصلحة العامة. اضطُر ويلسون أيضًا أن يقاوم اقتراح السناتور الجمهوري جون ويكس من ولاية ماساشوستس بتأسيس لجنة مشتركة بشأن سير الحرب.
أطلق عليها رسميا «قانون لتوفير مزيد من الأمن القومي والدفاع عن طريق تشجيع الإنتاج، والحفاظ على الإمدادات، والتحكم في توزيع المنتجات الغذائية والوقود» وأصبح قانونًا في 10 أغسطس 1917. وحظر إنتاج «المشروبات الكحولية» المعتمدة على أي منتج يتم استخدامه كمصدر الطعام.
في عام 1918، تصاعدت شكاوى المزارعين أن إدارة الغذاء المنشأة بموجب هذا القانون قد حددت الحد الأدنى لسعر القمح زهيدًا للغاية، ووافق الكونغرس على تعديله من 2٫20 دولار إلى 2٫40 دولار للمكيال. وقد ساهم استخدام الرئيس لحق النقض بسبب المخاوف بشأن التضخم وتأثيره على البريطانيين، إلى نتائج كارثية للديمقراطيين في انتخابات عام 1918 في الولايات المنتجة للحبوب.
في 18 أغسطس 1919، بعد انتهاء الأعمال العدائية، طلب الرئيس ويلسون من الكونغرس تمديد فترة سريان القانون للسماح لإدارته بمعالجة الزيادات الكبيرة والمفاجئة في أسعار السلع. طلب تعديلات لتشمل الملابس وتحدد العقوبات المفروضة على الاستغلال. وقد عمد المعارضون إلى تأخير المرور لأشهر في الوقت الذي يوجهون فيه اللوم إلى الإدارة بسبب إخفاقها في السيطرة على الأسعار ومن ثم تم منح السلطة التي طلبها الرئيس في أكتوبر. في مجلس النواب، قدم أشد منتقدى الرئيس شكوى عن  أولويات الإدارة قائلا: «حيث يوجد رجل واحد في الألف يهتم برابطة الأمم، هناك تسعمائة وتسعة وتسعون قلقين بشكل حي حول ارتفاع تكاليف المعيشة». لاحقا أطلقت وزارة العدل179 محاكمة بموجب القانون المعدل في الشهرين الاولين بعد إقراره.

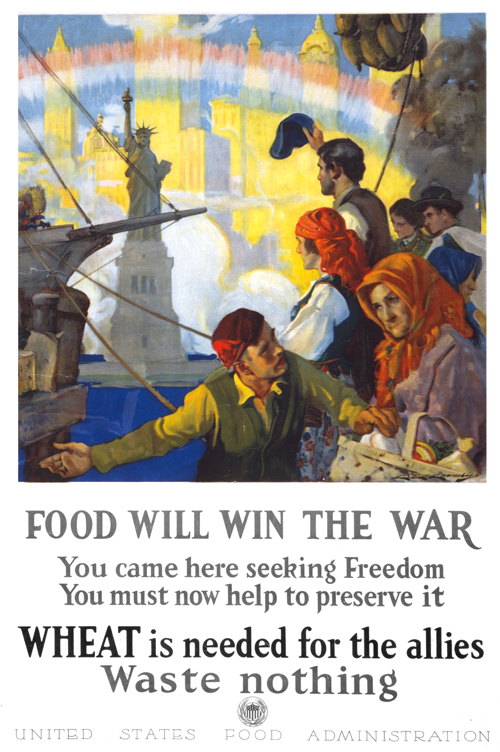
"الطعام سيفوز بالحرب" ملصق إدارة الغذاء بالولايات المتحدة

## مرحلة التنفيذ
صُمم هذا القانون كإجراء طارئ ينتهي بانتهاء الحرب العالمية الأولى أو بعد ذلك بوقت قصير. وترتب عليه إنشاء وكالتين، هما إدارة الأغذية وإدارة الوقود. ليرأس إدارة الغذاء، الرئيس هربرت هوفر الذي كان قد تعامل مع الإغاثة البلجيكية في بداية الحرب، وقام بتنسيق الإمدادات الغذائية والوقود منذ مايو 1917 تحت سلطة ويلسون المباشرة. وباعتباره مسؤولًا عن إدارة الأغذية في الولايات المتحدة، فقد كان لديه السلطة لإصلاح أسعار المواد الغذائية، وترخيص الموزعين، وتنسيق عمليات الشراء، والإشراف على الصادرات، والتصرف ضد اكتناز الموارد والاستغلال، وتشجيع المزارعين على زراعة المزيد من المحاصيل. وشدد على احتياجات حلفاء أميركا، سواء من هم تحت السلاح أو السكان المدنيين، لإنتاج المنتجات الأمريكية. كما شجع الأُسر الأمريكية على استهلاك كميات أقل من اللحوم والخبز.
أصدر ويلسون إعلانًا في يناير 1918 يدعو الأمريكيين إلى إظهار وطنيتهم من خلال اتباع إرشادات هوفر. كانت هناك العديد من المبادرات التطوعية مثل «بدون لحوم أيام الثلاثاء» و «أيام السبت عديمة الحلوى». أيام الثلاثاء والسبت كانت «بلا استهلاك للحم الخنزير». كل من الاثنين والأربعاء سيكون «بلا قمح».و كان الامتثال طوعيًا، على الرغم من أن صناعة الخبز، حتى في الفنادق والمطاعم، كانت تقتصر على إنتاج خبز الحرب، ولفائف تسمى «خبز النصر».في البداية كانت مصنوعة من 5% على الأقل من الحبوب غير القمح، وقد ارتفعت الكمية إلى 20٪ بحلول 24 فبراير. وطلبت وكالته من الأسر أن تتعهد بدعمها وأن نحو 13 مليونًا من أصل 18 مليونًا فعلوا ذلك. وأكدت دعوة هوفر لحفظ منتجات الأمة على الامتثال التطوعي موضحةً:
إن فعالية هذه القواعد تعتمد فقط على حسن نية الشعب الأمريكي واستعداده للتضحية. وفي نهاية المطاف، فإن نجاح أو فشل أي خطة مثل تلك الموضحة هنا تقع على عاتق الناس. نحن نعتمد على التجارة، ليس لدينا سوى قوة شرطة واحدة هي المرأة الأمريكية، ونحن نعتمد عليها لتنظيم التعاون مع مسؤولي الدولة ومديري الأغذية المحليين للتأكد من أن هذه القواعد مطاعة من ِقبل هذه الأقلية الصغيرة المعرضة للفشل.
سيتم تنفيذ جزء من القواعد بموجب قانون الركيزة الغذائية، أما عن الأجزاء الأخرى فهى تطوعية، وسوف تعتمد في نجاحها على تعاطف العامة. وقد أظهرت تجاربنا حتى الآن رغبة الأغلبية الساحقة من المستهلكين، والتعاون الكامل بين الحرفين، في التضحية الذاتية اللازمة لجعل هذه الإجراءات فعالة. فيجب عدم السماح للأقلية الصغيرة التي ترفض التعاون بتهميش احتياجات البلاد.
تم تنظيم الأطفال فيما عُرف بـ «جيش حديقة المدرسة بالولايات المتحدة». تم حث فتيان الكشافة على أن يكون كل منهم «وطنيًا في جوهره».كما تم تشجيع المواطنين على زراعة "حدائق النصر" حيثُ زرعوا الخضراوات في ساحات بيوتهم وشاغراتهم.و أصبحت الشعارات مثل «بكل الوسائل، لننقذ الفول» شعبية. حددت إدارة الغذاء أيضا سعر مكيال القمح، ليبدأ   عند 2 دولار للمكيال وينتهي كحد أقصى عند 2٫20 دولار. وقالت أحد الملصقات: «الطعام سيفوز بالحرب؛ فلا تهدروه». وبحلول نهاية عام 1918، تم تحويل حوالي ربع الإنتاج الأمريكي إلى لدعم الحرب.

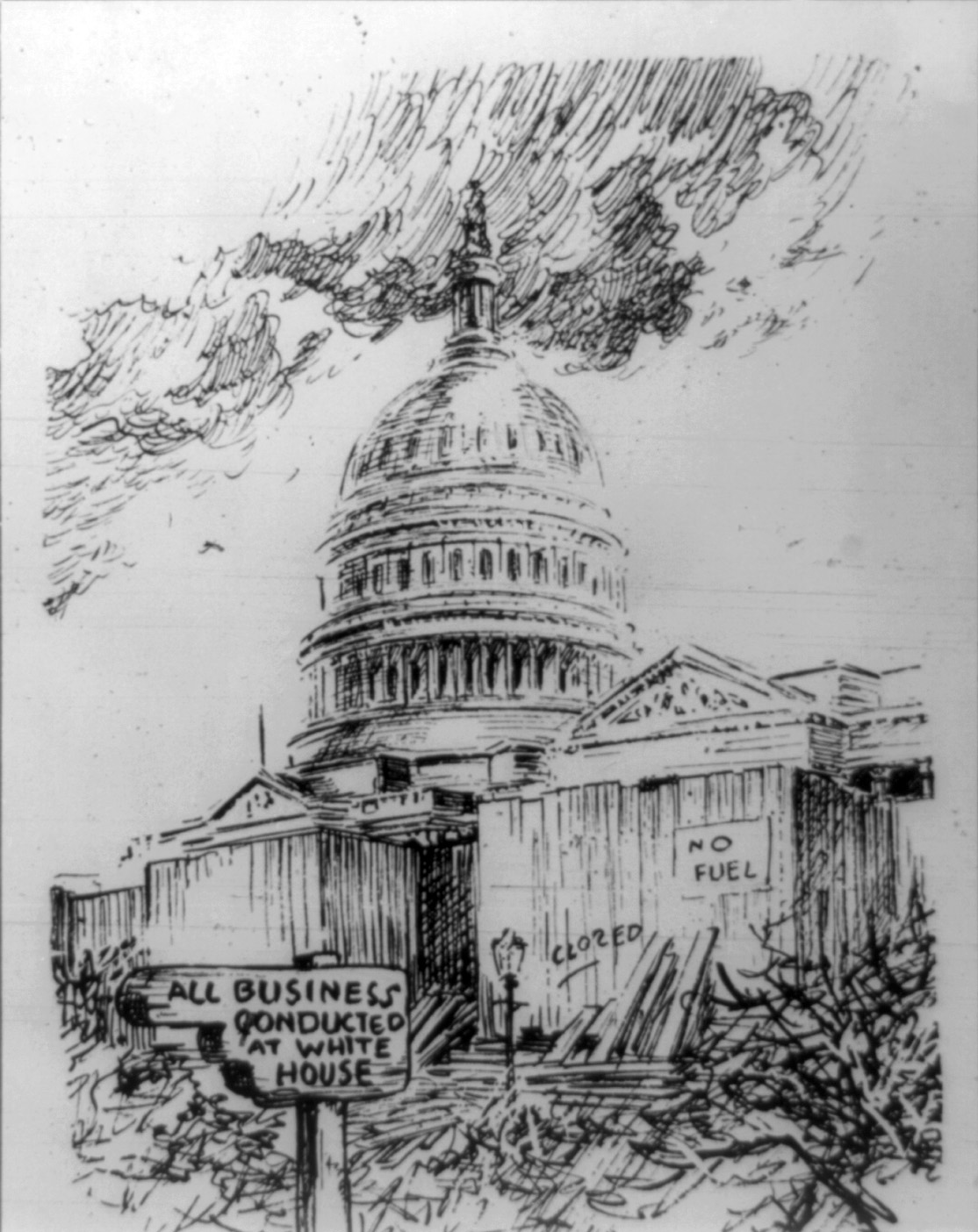
يناير 1918 رسم كاريكاتوري تحريري لأوسكار سيزار يظهر فيه مبنى الكابيتول الأمريكي مكتوبًا عليه لافتات كتب عليها "مغلق ؛ لا وقود ؛ كل الأعمال تجري في البيت الأبيض".

"قامت إدارة الوقود تحت قيادة هاري غارفيلد، رئيس كلية ويليامز، ببذل الجهود لإنقاذ الفحم. تم إغلاق المصانع غير الضرورية، وتملكت الحكومة الفيدرالية السيطرة الكاملة على جميع جوانب صناعة الفحم بما في ذلك الإنتاج والتسعير والبيع والشحن والتوزيع. وعلى الرغم من أن القانون يشمل أيضًا النفط والغاز الطبيعي، إلا أنه أعطى الحكومة سلطة أقل على تلك المصادر من الطاقة فعجزوا عن التحكم في سعر النفط والغاز. وتقليدًا لأساليب إدارة الغذاء، تم تشجيع المواطنين على توفير الوقود تحت مبادرات  "أيام الأحد الخالية من الغاز" و "أيام الإثنين بدون حرارة" و "الليالي عديمة الإضاءة ".
كانت محاولة تسريع نقل الوقود إلى الموانئ الشرقية حيث تعطلت السفن بسبب نقص الوقود، أحد أكثر قرارات غارفيلد تأثيرًا. وفي 17 يناير 1918، أمر بإغلاق جميع المصانع شرق ميسيسيبي. وبالرغم من أن ذلك حقق هدفه، لكنه عرَّض  إدارة ويلسون للانتقاد من معارضيه المعتادين وأعضاء الحزب الرئاسى نفسه.
في 4 فبراير 1918، أعلن غارفيلد قواعد لتنظيم توزيع زيت الوقود الذي حدد الطبقات ذات الأولوية بدئًا من السكك الحديدية، ثم الصادرات إلى القوات المسلحة الأمريكية، والصادرات إلى حلفاء أمريكا في الحرب، والمستشفيات، والعديد من الطبقات الأخرى.

## الخلافات
في نوفمبر 1919، سعى المدعي العام أ. ميتشل بالمر وحصل على أمر قضائي ضد إضراب حول صناعة الفحم بموجب هذا القانون. وادعى أن الرئيس أذِن بهذا الإجراء، في أعقاب اجتماع مع الرئيس ويلسون الشديد المرض في حضور طبيبه. واحتج صامويل غومبرز، رئيس الاتحاد الأمريكي للعمال، بأن الرئيس وأعضاء مجلس وزرائه قدموا ضمانات عندما تم تمرير القانون بأنه لن يُستخدم لمنع الإضرابات من قِبَل النقابات العمالية. وقدم روايات مفصلة عن مفاوضاته مع ممثلي الإدارة، وخاصة وزير العمل وليام ب. ويلسون. وقال أيضًا إن نهاية الأعمال العدائية، حتى في غياب معاهدة موقعة، كان ينبغي أن تبطل أي محاولات لإنفاذ أحكام هذا القانون.
في مرحلة ما، أكد بالمر أن مجلس الوزراء بأكمله قد دعم طلبه للحصول على أمر قضائي. مما أثار غضب وزير العمل ويلسون الذي عارض خطة بالمر وأيد وجهة نظر غومبرز بشأن وعود الرئيس عندما كان القانون قيد النظر. لم يُشفى الشقاق بين النائب العام ووزير العمل، والذي كان له عواقب في العام التالي عندما أحبطت إدارة بالمر محاولاته لترحيل المتطرفين.
استخدم بالمر القانون مرًة أخرى في أبريل 1919 ضد 38 من قادة الانسحاب من قِبَل عمال السكك الحديدية.
في فبراير 1920 وجِدت محاولة القانون المُعدل للحد من الأرباح غير دستورية. من قِبَل محكمة فدرالية وجدت أن لغتها «غامضة وغير محددة وغير مؤكدة». ألغت المحكمة العليا أحكام القانون التي سمحت لمدير برنامج الأغذية بتحديد الأسعار القصوى وتغريم أولئك الذين انتهكوا المستويات التي حددها في عام 1921. وفي نفس العام، أيدت المحكمة العليا فرض قانون مكافحة الإيجار في مقاطعة كولومبيا. الذي لم يتم إلغاؤه مع الجزء الأكبر من القانون.

## إبطال القانون
انتهت أعمال إدارة الوقود في مايو 1919. وانحسرت أنشطة إدارة الغذاء بسرعة بعد هدنة 11 نوفمبر 1918 واختفت بالكامل بحلول يوليو 1920.
تم إلغاء القانون الصادر في 10 أغسطس 1917، بصيغته المُعدَّلة، إلى جانب عدد من التدابير الأخرى المُصرّح بها في زمن الحرب في قرار مشترك للكونغرس في 3 مارس 1921 من خلال الإعلان الفعلي عن حالة الطوارئ التي كانت سارية في غضون الحرب وانتهت بتوقفها.
وظلت قضايا المحاكم التي أقيمت بموجب القانون، سواء قبل أو بعد إلغائها، تشق طريقها من خلال المحاكم.